# Walter Back (Künstler)

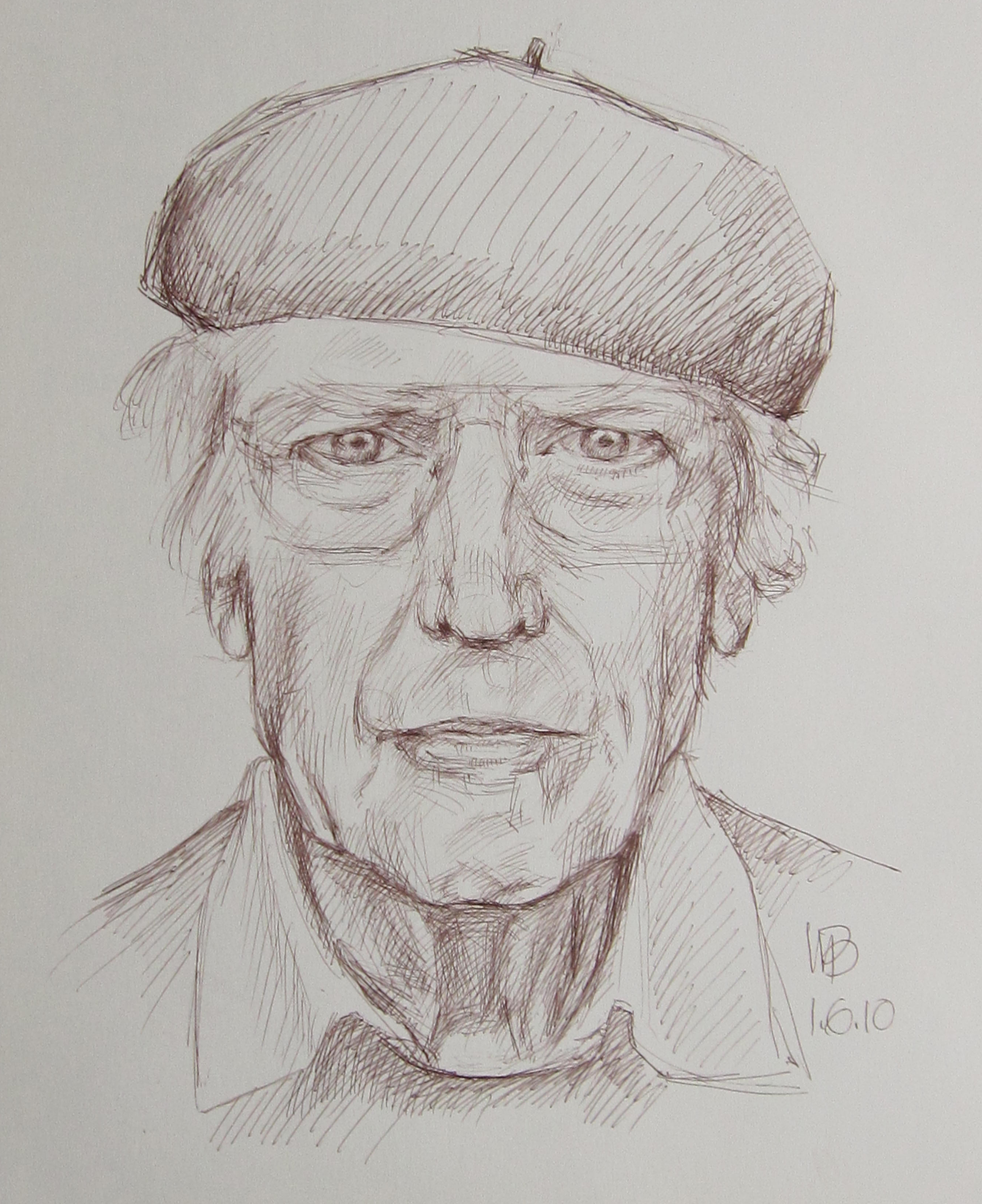
Walter Back: Selbstbildnis mit Baskenmütze (2010)

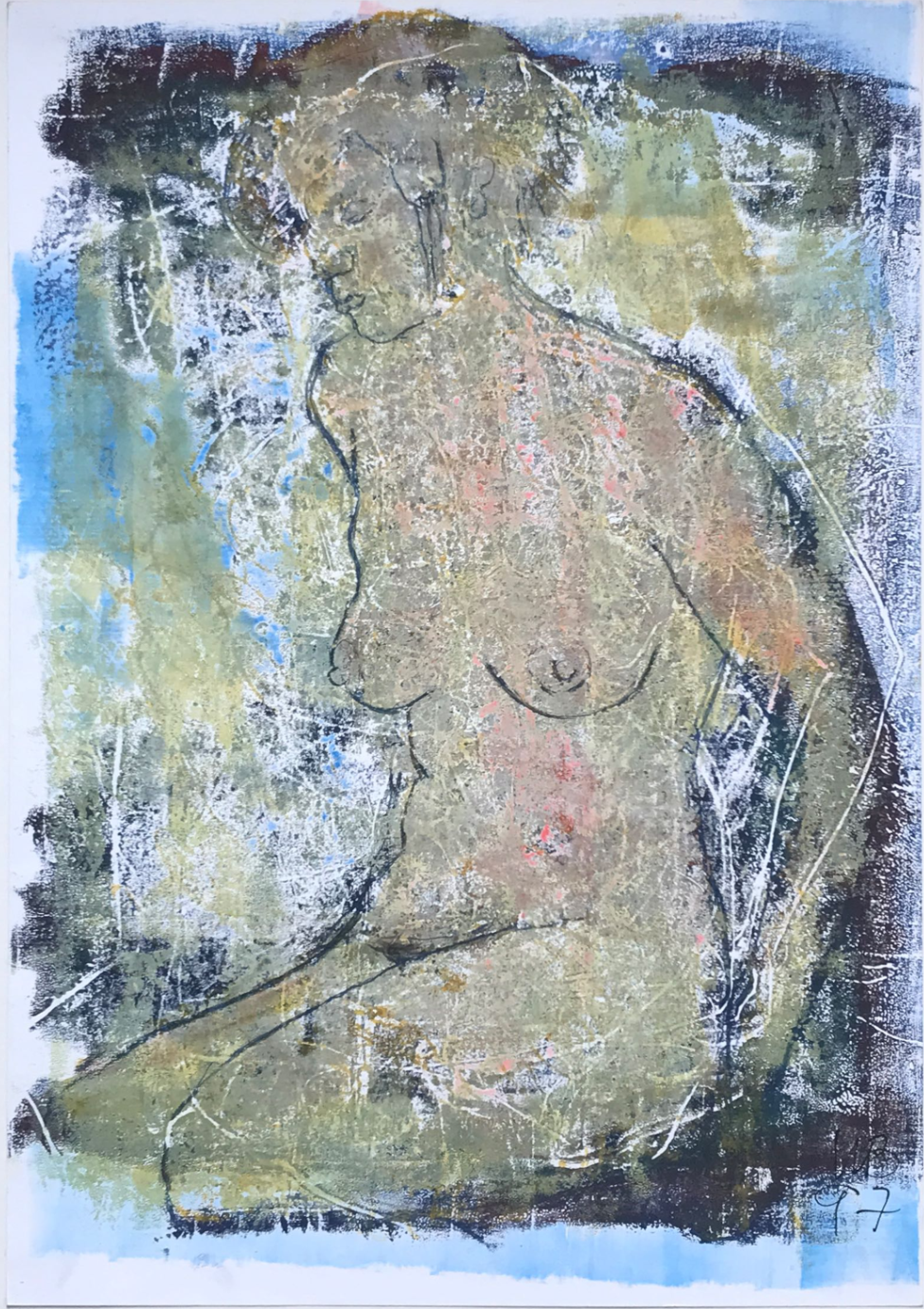
Frauenakt (1997) Walter Back

Walter Back (* 22. Juli 1923 in Mexiko-Stadt; † 24. Februar 2018 in Reutlingen) war ein deutscher Maler, Grafiker und Zeichner.

## Leben
Walter Back kam in Mexiko-Stadt als zweiter Sohn deutscher Eltern zur Welt. 1935 wurde er nach Deutschland auf die Urspringschule ins Internat geschickt, wo er 1940 mit dem Notabitur die Schule abschloss und ins Militär eingezogen wurde. 1946 beendete er eine Schreinerlehre und besuchte die Akt-Zeichenkurse von Walter Wörn an der Technischen Hochschule Stuttgart. Nach einer weiteren Lehre zum Werkzeugmacher kehrte Walter Back 1950 nach Mexiko zurück. Dort gründete er mit seinem Bruder eine Firma und führte diese mit seinem Bruder bis zum Rentenalter.
1986, nachdem seine drei Kinder nach Deutschland ausgewandert waren, zog auch er mit seiner Frau wieder dorthin. Er begann, in Vollzeit als Künstler zu arbeiten und die Welt zu bereisen. 1988 besuchte er die Sommerakademie Salzburg, wo er die Holzschnitttechnik von Rudolf Schönwald erlernte. Bis zu seinem 93. Lebensjahr war er als Künstler tätig. Er bediente sich verschiedener Techniken (Zeichnung, Monotypie, Dixylographie, Trixylographie, Fensterbilder, Holz-Radierung) und setzte sich in seinem Werk mit den Erlebnissen aus dem Krieg und den Eindrücken seiner vielen Reisen auseinander. So entstanden insgesamt mehr als 800 Werke. Bis zu seinem Tod lebte er in Reutlingen, wo er im Alter von 94 Jahren verstarb.

## Ausstellungen (Auswahl)
- 1958: Galerías Chapultepec, Mexiko
- 1979: Academia Enrique Zapata, Mexiko
- 1981–1984: Deutsch-Mexikanischer Kulturaustausch
- 1985: Deutsche Botschaft, Mexiko-Stadt
- 1987/1988: Kunsthalle, Tübingen
- 1988: Internationale Sommerakademie, Salzburg
- 1988: Galerie der Klosterkirche, Urspring
- 1992: Württembergischer Kunstverein, Stuttgart
- 1997: „Mitte Europa“, Mißlareuth
- 1998: Rathaus Kernen, Rommelshausen
- 2001: Filharmonie, Filderstadt
- 2007: Ulmer Münz, Ulm
- 2012: „Kunst ist Leben“, Harthausen[1]
- 2022: Monacensia, München
- 2022: Ecke2, München[2]